# Celebrity Deathmatch

Gwen Stefani, reprezentată în Celebrity Deathmatch, silabisind numele unor plante înaintea meciului cu Missy Elliott.

Celebrity Deathmatch a fost o emisiune animată parodie difuzată de MTV între 1998-2002 apoi de MTV2 între 2006-2007. Vedetele erau aduse în ring, apoi se luptau până la moartea violentă a unuia dintre ei. Asemenea morți implicau ruperea (la propriu) a picioarelor, decapitări, scoaterea scheletului pe gură, împușcături, devorări de vii, topiri de blițuri de la aparatele foto, scoaterea ochilor sau topirea în acid clorhidric.